# Heliconia zebrina
Heliconia zebrina là một loài thực vật có hoa trong họ Heliconiaceae. Loài này được Plowman, W.J.Kress & H.Kenn. mô tả khoa học đầu tiên năm 1982.